# Văn học phương Tây
Văn học phương Tây, hay còn được gọi là văn học châu Âu, là văn học được viết trong bối cảnh văn hoá phương Tây trong các ngôn ngữ châu Âu, bao gồm những ngôn ngữ thuộc họ ngôn ngữ Ấn-Âu cũng như một số liên quan đến địa lý hoặc lịch sử các ngôn ngữ như Basque và Hungarian. Văn học phương Tây được coi là một trong những yếu tố xác định nền văn minh phương Tây. Điều tốt nhất của văn học phương Tây được coi là chuẩn mực phương Tây. Danh sách các tác phẩm trong kinh điển phương Tây thay đổi theo ý kiến của nhà phê bình về văn hoá phương Tây và tầm quan trọng tương đối của các đặc tính xác định của nó.
Văn học trong các ngôn ngữ này, gắn liền với các nền văn học lớn của phương Tây và thường được bao gồm trong số đó. Các di sản văn học phổ biến chủ yếu là có nguồn gốc từ Hy Lạp cổ đại và Rome. Nó được bảo tồn, biến đổi và lây lan bởi Cơ đốc giáo và do đó truyền sang các ngôn ngữ bản địa của Châu Âu, bán cầu Tây, và các vùng khác do người châu Âu giải quyết. Cho đến ngày nay, cơ thể của văn bản này thể hiện sự thống nhất trong những đặc điểm chính của nó mà đặt nó ngoài các văn học của phần còn lại của thế giới. 
Đa dạng như hiện nay, văn học châu Âu, giống như ngôn ngữ châu Âu, là những bộ phận của di sản chung. Tiếng Hy Lạp, Latin, tiếng Đức, Baltic và Slavic, Celtic và Romance đều là thành viên của ngữ hệ Ấn-Âu.
Tác phẩm đầu tiên của văn học phương Tây là bộ sử thi nổi tiếng thế giới Iliad của đại thi hào Homer người Hy Lạp cổ đại